# 설천면 (무주군)
설천면(雪川面)은 전북특별자치도 무주군의 면이다. 1914년 풍서면, 횡천면, 신풍면의 3개 면을 통합하여 설천면을 신설하였다.

## 역사 및 지리
설천면은 통일신라 때에는 단천현에, 고려 때는 주계현에 속하면서 전주와 상주 또는 청주에 속하였다. 조선 초에는 주계현에 소속되어 무풍현 또는 금산군에 속하던 횡천면과 경계를 이루었다. 1414년 무풍현과 주계현이 통합되면서 설천은 무주현에 소속되어 풍서면(지금의 소천리 · 대불리 · 미천리 · 장덕리)이 되었다. 『해동지도』(무주)를 비롯한 대부분의 고지도에서 설천면에 해당하는 신동면과 풍서면 등이 기재되어 있다. 무주부의 읍치와 이웃해 동쪽으로 삼도봉(三道峰)까지의 경계에 해당한다.
지명은 조선 영조 때 이봉상(李鳳祥, 1676~1728)이 이곳에 살면서 자신의 호를 설천(雪川)이라 한 데서 유래되었다고 한다. 또한, 이 고장에 9천 명의 승려들이 수도하였는데, 이들의 밥을 짓기 위해서 아침 저녁으로 쌀을 씻던 하얀 쌀뜨물이 계곡을 따라 온통 눈과 같이 하얗게 흘러 내렸다 하여 '설천'이라는 지명이 생겼다고 한다. 1914년에는 이전의 금산군에 속했던 구천동 지역을 설천면에 통폐합시켜 오늘에 이르고 있다.
소백산맥 중의 산간지대에 위치하여 북쪽은 충청북도 영동군, 남쪽은 경상남도 거창군, 동쪽은 무풍면(茂豊面), 서쪽은 무주읍·적상면(赤裳面)·안성면(安城面)과 접한다.
대부분이 화강암질편마암으로 구성된 해발고도 700∼1,000m의 산지이며 남대천(南大川) 주변에 해발고도 300∼600m의 좁은 평지가 있다. 서쪽의 두문산(斗文山:1,051m) 동쪽에 800∼1,000m의 고원이 전개되며 이곳에 심곡리 마을이 있다.

## 행정 구역
- 기곡리
- 청량리
- 길산리
- 소천리
- 대불리
- 미천리
- 장덕리
- 두길리
- 심곡리
- 삼공리

## 교육 기관
- 설천초등학교
- 설천중학교
- 설천고등학교(설천중고등학교)

## 관광
- 무주구천동
- 덕유산 국립공원
- 무주덕유산리조트
- 반디랜드
- 태권도공원
- 나제통문
- 무주 설천면의 반송

## 참고
- 무주군 설천면사무소[깨진 링크(과거 내용 찾기)]
- 네이버 지식사전 "설천면"
- 네이버 백과사전 "설천면"